# 吴杭生
吴杭生 （1932年2月19日—2003年12月4日），生于浙江杭州，籍贯安徽桐城，中国物理学家。1953年毕业于复旦大学物理系。1956年北京大学物理系理论物理研究生毕业。毕业后留校任助教，在北京大学物理系理论物理教研室、低温物理教研室工作，1962年升任讲师。1976年，他转往中国科学技术大学工作。1993年当选为中国科学院院士。曾任中国科学技术大学教授。主要从事超导电性理论研究。